# Орден избранных коэнов
Орден рыцарей-масонов избранных коэнов вселенной (фр. “Ordre des Chevaliers Maçons Élus Coëns de l’Univers”), иногда сокращённо «Избранные Коэны» (фр. “Elus-Cohen”) — эзотерическая и теургическая система высших степеней масонства, созданная известным масоном, мистиком, каббалистом и теургом XVIII века Домом Мартинесом де Паскуалли.
Слово Коэн, или Ко́эны, кохе́ны (ивр. כֹּהֵן‎, мн. ивр. כֹּהֲנִים‎, коани́м) — в иудаизме сословие священнослужителей из рода потомков Аарона. Коэны исполняли священнослужение сначала в Скинии, а впоследствии в Иерусалимском храме. Статус коэна передавался по наследству по отцовской линии. Использование этого слова Домом Мартинесом в названии Ордена призвано подчеркнуть, что легендарная история учения, которое он преподавал, восходит к ветхозаветным временам.

## История
История Ордена избранных коэнов, как и история любого тайного общества, является довольно сложной, запутанной, и сохраняющей множество пробелов. Исследования затруднены ещё и тем, что как и о любом тайном обществе, являющемся тайным не формально, а действительно, об истории ордена избранных коэнов сохранилось крайне мало письменных документов, которые могли бы пролить свет на те места в истории ордена, которые остаются неизвестными вот уже более трёх столетий. Однако, мы можем разделить историю ордена на легендарную, в которой излагается легенда о происхождении учения ордена; и на фактическую, в которой излагается история ордена со времен Дома Мартинеса, известная из разных, сохранившихся документов.

### Легендарная история
Согласно легендарной истории ордена, излагаемой в «Трактате о реинтеграции» — основополагающей книге о мартинизме, учение преподаваемое в Ордене избранных коэнов Дома Мартинеса берет своё начало в наставлениях, которые Сиф, третий сын Адама, получил от Ангелов, для достижения, в том числе и определёнными обрядовыми действиями, примирения человечества с Богом. Потомки Сифа и Еноха извратили это знание, и оно стало бесполезным. Ною учение было передано повторно, и от него оно перешло сквозь века, через непрерывную цепь традиции посвящения, к розенкрейцерам. Высшее же таинство розенкрейцерского братства преподавалось на высшей ступени Ордена избранных коэнов, имевшей обозначение «R+», что означало «Reaux-Croix» («Розоватый крест», или «Румяный крест»).
Считается, что учение, передаваемое в Ордене избранных коэнов, и в особенности на степени «R+», являлось осью и основополагающей доктриной всех предшествовавших эзотерических братств, обществ и орденов, существовавших до появления Ордена избранных коэнов. Также считается, что все предшествовавшие братства являются просто формами, через которые Орден избранных коэнов проявлялся и посредством которых действовал в материальном мире. Более того, согласно легендарной истории Ордена, все ветхозаветные святые и пророки, например Моисей, Илия, Исаия, Иезикииль, царь Соломон, пророк Даниил, архитектор Храма Соломона мастер Хирам, и другие; а также многие новозаветные христианские деятели и мистики — в их числе двенадцать Апостолов Иисуса Христа, богословы и учителя раннехристианской церкви и некоторые деятели последующего периода; разные легендарные фигуры, такие, например, как Христиан Розенкрейц — являлись избранными коэнами вселенной.

### Документальная история
Жак де Ливрон Иоахим де ла Тур де ла Каса Дом Мартинес де Паскуалли родился около 1727 года в Гренобле (по другим данным около 1710 года), Франция, и умер в 1774 году на Гаити в возрасте сорока семи лет (по другой версии — шестидесяти четырёх лет). Его отец — Месьер де ла Тур де ла Каса — был известным масоном и обладал Хартией, дающей право основывать масонские ложи и управлять ими. Хартия была выдана ему Чарльзом Эдуардом Стюартом, «Королём Шотландии, Ирландии и Англии, 20 мая 1738 года и предоставлявшим обладателю как исполняющему обязанности великого мастера власть возводить храмы во славу Великого Архитектора». Эта хартия должна была передаваться по наследству, и была передана его сыну, Дому Мартинесу, по достижении им возраста двадцати восьми лет.
Вступив в права владения хартией, Дом Мартинес де Паскуалли начал устанавливать одну из первых масонских систем высших степеней в Европе, расширявшую три «цеховых», или, как их называют — «символических» степени масонства.
Эта система высших степеней получила название «Орден рыцарей-масонов, избранных коэнов вселенной». Первая ложа ордена была открыта в 1754 году.
Двадцать лет своей жизни, охватывающие период с 1754 года, когда была основана первая ложа ордена, и по 1774 год, до самой своей смерти, Дом Мартинес неустанно работает над учреждением и продвижением Ордена избранных коэнов. Тогда же, в 1754 году он основывает капитул «Шотландских судей» в Монпелье.
В 1761 году он был аффилирован во Французскую ложу (фр. La Francaise) в Бордо, и основывает там храм избранных коэнов.
В 1764 году он переименовывает ложу в Бордо во «Французскую избранницу» (фр. Francaise Elue Ecossaise), чтобы показать, что теперь она обладает капитулом высших степеней.
В 1766 году главы масонской провинции Бордо декларировали отмену всех установлений касательно высших степеней, оставив лишь первые три (степени святого Иоанна: ученик, подмастерье, мастер). В результате все работы капитула были приостановлены. В тот же самый год Дом Мартинес отправляется в Париж, где основывает новый и полномочный Храм избранных коэнов вместе с Бэконом де Шевалери, Жаном-Батистом Виллермозом, Фоже д’Иньекуром, графом Лузиньяном, Анри де Лосом, Гренвилем и некоторым другими, которым было уготовано сыграть важную роль в истории ордена. В это же время, впервые среди масонских организаций Европы в Ордене избранных коэнов создаётся женская ложа, в которую входят: мадам де Паскуалли (жена Дома Мартинеса), госпожа Провансаль (сестра Жана-Батиста Виллермоза), госпожа де Бранкас, госпожа Дюбур (досточтимый мастер ложи), мадемуазель де Лузиньян, и мадемуазель Шеврие.
В 1767 году он учредил Верховный трибунал, который будет руководить всем орденом избранных коэнов. Вскоре, орден Дома Мартинеса распространяется во многих странах Европы, начиная от раздробленных германских государств, и заканчивая Россией, где действуют несколько лож «Коэнического обряда». Известно, что храмы ордена существовали в немецких княжеских домах Гессен-Дармштадтов и Гессен-Гольштейнов.
В 1768 году Дом Мартинес де Паскуалли встречается с Луи Клодом де Сен-Мартеном. Личность и наставления Дома Мартинеса произвели глубокое и прочное впечатление на Сен-Мартена, но и сам Паскуалли ощутил на себе влияние Сен-Мартена, когда тот принял решение оставить военную карьеру в 1771 году, и сменил затем аббата Пьера Фурнье на посту личного секретаря Мартинеса. Этим ознаменовалось начало значительного развития ритуалов Ордена, и завершение работы над письменным составлением Домом Мартинесом его главного труда — «Трактата о реинтеграции существ» — доктринального основания для теософии и теургии Ордена избранных коэнов в его время, и мартинизма в последующие столетия, изначально являвшегося внутренним документом ордена, до того, как быть записанным, долгое время передававшегося в качестве устных наставлений от посвятителя к посвящаемому. Впоследствии, после смерти Дома Мартинеса, книга перерастет узкие рамки ордена, оказав огромное влияние на духовную и философскую жизнь своего времени. Книга продолжает оказывать влияние на оккультизм, мистицизм, и духовную философию и сейчас, так как несколько десятков Мартинистских организаций и Орденов по всему миру — чаще всего следствие прочтения именно этой книги.
В 1772 году Мартинес переправился на барже в Сан-Доминго, чтобы получить наследство. Перед тем как навсегда покинуть пределы Франции, Мартинес де Паскуалли назначает «Суверенными судьями» и «Высшими неизвестными» ордена Жана-Батиста Виллермоза и Луи Клода де Сен-Мартена. По прибытии в Вест-Индию, он основывает храмы избранных коэнов в Порт-о-Пренс и Леогане на Гаити. Впоследствии там же, на Гаити, Дом Мартинес умер в 1774 году, предположительно из-за лихорадки, что привело впоследствии к упадку ордена.

### Избранные коэны и мартинизм после Мартинеса де Паскуалли
Перед смертью, Дом Мартинес, находясь в Порт-о-Пренсе, передаёт полномочия главы Ордена своему двоюродному брату, Арману Роберу Кэнье де Лестеру, генеральному секретарю мореходного ведомства на Гаити. Последний умирает в 1778 году, назначив своим преемником «могущественного магистра» Себастьяна де лас Казаса, который возвратившись во Францию в 1780 году, пытается объединить храмы ордена под своим началом. Ему это не удается, после чего он, в 1781 году объявляет о закрытии восьми храмов, признававших его власть. Ни лас Казас, ни Кэнье не сыграли значительной роли в развитии ордена.
В то же время, в 1776 году Храмы Коэнов в Ла-Рошели, Марселе и Либурне перешли к Великому востоку Франции.
К 1777 году ритуалы ордена вышли из активного употребления, сохраняясь лишь в некоторых группах избранных коэнов Парижа и Версаля, продолжавших работу ордена.
Несмотря на официальное закрытие, избранные коэны продолжали, как практиковать ритуалы, так и проводить инициации. Доктрина Мартинеса де Паскуалли не была утеряна, но даже после смерти своего основателя она продолжает распространяться в масонской системе, учреждённой Виллермозом вскоре после кончины мастера его ложи.
Кроме Виллермоза и Сен-Мартена, последним личным учеником Мартинеса был аббат Пьер Фурнье. Примерно в 1768 году он встретил Дома Мартинеса — Учителя, который заставил его перевернуть всю свою жизнь, и для которого он стал его секретарём. Посвящённый в избранные коэны, клирик с выбритой на голове тонзурой, Фурнье проживал главным образом в Бордо, где был связующим звеном в корреспонденции между членами ордена.
В 1776 году Сен-Мартен цитирует работу Фурнье «Чем мы были, что мы такое, и чем мы станем», описывая его как избранного коэна, исключительно сведущего в сверхъестественных манифестациях, не желая говорить о нём слишком много. Во время революции Фурнье эмигрировал в Англию, и жил там до конца своих дней, а с 1818 года до 1821 года оказывал поддержку мюнхенскому теософу Францу фон Баадеру, впервые открывшему в 1792 году кумулятивный эффект.
В течение XIX века столетия учение Дома Мартинеса де Паскуалли передавалось:
1. В небольшом кругу Каббалистического Ареопага, состоявшего их девяти Избранных Священнослужителей, каждый из которых был не согласен с решением о прекращении активной деятельности Ордена избранных коэнов и с решением о передаче материалов Ордену филалетов («Любящих истину», или «Друзей истины») месье Саветта де Ланж. Документально известно, что в 1806 году ими проводились теургические действа на весеннее и осеннее равноденствия[2].
2. Некоторыми масонами Шотландского исправленного устава, получившими тайные Инструкции от Жана-Батиста Виллермоза под эгидой Ордена рыцарей благодетелей святого града, который ныне представлен в том числе и как один из градусов Шотландского исправленного устава.
3. Неизвестными Философами (неизвестными высшими) Луи-Клода де Сен-Мартена и обществами, образованными в виде обществ, именовавшихся «Друзья Сен-Мартена», состоявшими из «S.'.I.'.», находившиеся в согласии с его философией, и работающие в небольших полу-публичных группах.[3]

В этой последней категории рассматриваются две особые линии преемственности:
Среди тех, кого посвятил Луи Клод де Сен-Мартен были: Аббэ де Лануэ, месье Шапталь, Комте де Шантелупа. Аббэ посвятил Ж.-А. Хеннеквина, который, в свою очередь, посвятил Генри де ла Туше, который посвятил Месье А. Дебаролль, Комте д’Аутеркура, который посвятил мадам Амели де Буас-Мортмарт. В свою очередь, мадам Амели де Буас-Мортмарт посвятила Пьерра Огюста Шабосо.
Месье Шапталь посвятил человека, чья персона неизвестна, вследствие того, что мартинисты отказываются оглашать его имя, а в других источниках и документах оно не упоминается. Он, в свою очередь, посвятил Генри Далаажа. Затем, на своем смертном одре, месье Делааж посвятил доктора Жерара Анкосса, более известного под своим литературным псевдонимом Папюс. Это случилось в 1880 году.
Папюс и Шабосо передали друг другу свои посвящения, чтобы объединить обе линии преемственности. В 1884 году был составлен проект конституции Ордена мартинистов (фр. Ordre Martiniste). В 1890 году было принято решение поместить орден под управление верховного совета, состоявшего из двенадцати членов, в числе которых был Папюс, являвший собой президента и великого мастера. Первыми двенадцатью, вошедшими в верховный совет, были:
Папюс, Шабосо, Станислас де Гуайта, Хамуэль, Барлет, Поль Седир (то есть Ивон Лелуп), Поль Адам, Морис Баррэс, Жюль Лежэ, Монтьер, Шарль Барлет, Акуэ Бурже и Жозеф Пеладан. Вскоре двое из них оставили свой пост. На места Барреса и Пеладана пришли Доктор Марк Хавэн (Лалонд) и Виктор-Эмиль Мишлет.
В 1893 году лионские мартинисты получили материалы и записи Жана-Батиста Виллермоза и «Частные инструкции коэнов лионского храма», которые вдова Жозефа Понта, преемника Виллермоза, оставила брату Каварньеру.
Из-за того, что многие мартинисты времен Папюса, в том числе и те, которые входили в Верховный совет Ордена мартинистов, одновременно состояли в разных масонских юрисдикциях (в частности, это был Древний изначальный устав масонства содержащий в себе 33 градуса, впоследствии он был объединён с Египетским уставом Мемфис-Мицраима, включавший в себя 95 градусов), мартинистами состоящими в ордене велась работа главным образом направленная на превращение Ордена мартинистов в новую систему высших степеней для масонства, взамен распространённой тогда форме свободной передачи посвящения от учителя к ученику, которая была установлена Сен-Мартеном.
В 1914 году Папюс и Тедер пришли к соглашению с доктором Рибокуртом, великим мастером Шотландского исправленного устава, создать Великий капитул мартинистов, который будет состоять исключительно из масонов, посвящённых в высшие градусы, и который будет представлять собой «мост» между Орденом мартинистов и Шотландским исправленным уставом (включавшим учение Ордена рыцарей благодетелей святого града Ж.-Б. Виллермоза). К несчастью для этого проекта, прежде чем оно было осуществлено, началась Первая мировая война. Смерть Папюса от туберкулёза в 1916 году на фронте, когда он служил во французской армии, а также смена великого мастера Шотландского исправленного устава положили конец этому начинанию. Папюс играл жизненно важную роль в распространении мартинизма, создании ордена, и в поддержании его единства на протяжении всей своей жизни. После его смерти Орден мартинистов претерпел разделение на несколько ветвей.
Эти ветви были объединены только после Второй мировой войны 1939-1945 годов, когда несколько мартинистов, имевших посвящение в градусы C.B.C.S. Исправленного шотландского устава, решили возобновить представленную Жаном-Батистом Виллермозом форму мартинизма (иногда именуемую «Виллермозизм»). Так появился «Орден мартинистов избранных коэнов» (фр. “L’Ordre Martiniste des Elus-Cohen”), работы в котором проводятся в обычных трёх градусах мартинизма как у Папюса, и который представляет собой преддверье оперативного ордена, возобновлённого под именем «Орден рыцарей-масонов избранных коэнов вселенной» (фр. “Ordre des Chevaliers-Macons Elus-Cohen de L’Univers”), как во времена Дома Мартинеса де Паскуалиса.

## Орден избранных коэнов и масонство
Орден стоял в стороне от остальных орденов и систем высших степеней того времени, потому как Дом Мартинес считал вредным и пагубным классический миф, лежащий в основе мастерского масонского посвящения третьего градуса. Более того, он считал ложным содержание этого самого мифа, об архитекторе Храма царя Соломона — Хираме, коий был убит своими рабочими прямо во дворе этого легендарного сооружения. Для него было совершенно неприемлемо, чтобы этот «иевусейский апокриф» (ханаанский, искажённый хананеями, — так отзывался об этом мифе Дом Мартинес) третьего символического градуса в своей известной масонской версии, практиковался в Ордене избранных коэнов. Дом Мартинес считал, что этот миф в будущем окажет различные пагубные влияния на масонство, в одной из инструкций избранным коэнам заключает:
«В каком неведении и заблуждении пребывают эти люди, пожелавшие основать свой орден (масонский) на лжи. Если бы однажды их просветил святой свет, то они бы узрели, что убийцы могущественнейшего мастера Хирама — они сами, ставшие подмастеряьми, которые постоянно наносят ему раны своими прегрешениями и непотребными делами».
На самом деле, учил Дом Мартинес, настал час, и архитектор Хирам просто удалился от царя Соломона из-за того, что последний впал в свои прежние грехи. Погибнуть, умереть от ран он не мог, ибо не являлся обыкновенным смертным, будучи возвышенной сущностью, носителем святости, архитектором, посланным к царю Соломону самим Великим Архитектором Вселенной. Из «Частных инструкций к лионским Коэнам» следует, что Хирам — суть одно из шести проявлений великих избранников, среди которых Эли (Hely), Енох, Мелхиседек, Ур и Илия. Все они предшествуют завершающему, седьмому проявлению, — «явлению Исправителя — Господа Нашего Иисуса Христа». Но именно Хирам, как следует из инструкций, являясь архитектором Храма царя Соломона, предзнаменовал своим явлением пришествие Сына Божия (Jesua Messiah) — как Великого Архитектора Новозаветной Церкви.
Это представление Дом Мартинес развивает в высших степенях, совершенно отходя от масонского символизма и обыкновенных масонских работ, взамен внедряя мистическую философию, подробное описание которой можно найти в уже упомянутом его труде «Трактат о реинтеграции существ, их изначальных духовных и божественных свойствах, добродетелях и силах».
В «Трактате о реинтеграции» он истолковывает Библию так, как он сам, по его словам, «научился от своих мастеров». Это полученное им учение изъясняет, что писание должно пониматься как духовное повествование, описывающее как человек, и человечество в целом, пало из своего духовного местопребывания, и продолжает падение, пока по собственной воле не остановит себя, и не начнет работать над возвращением назад, в состояние, которое ему предназначено, с помощью Божественных сил, желающих, чтобы человек обрел своё истинное состояние.
Отдаляясь все больше от обыкновенного масонства, учение Дома Мартинеса передавалось посвящённым не только посредством инициаций, но и через личную ритуальную работу, или теургические операции (греч. θεουργία — «теургия» — от греческого греч. θεός, «бог, божество» + греч. όργια, «обряд, священнодействие», то есть -«божественная работа»), которые каждый коэн проводил в одиночестве. Наставление к совершению этих операций преподавались лично Домом Мартинесом тем, кто проходил инициацию во время посвящений, либо устно и в почтовой переписке, которая зачастую была зашифрована (велась с использованием специального шифрованного алфавита).

## Иерархия и теургия ордена
Полностью и подробно описать литургическую и церемониальную практику Ордена рыцарей масонов, избранных коэнов вселенной не представляется возможным в связи с недостатком доступных публикаций, документов и материалов способных осветить этот вопрос. Задача усложняется ещё и тем, что уже при жизни Дома Мартинеса степени меняли свои наименования, а теургический церемониал исправлялся, дополнялся им лично, и реформировался.
Констан Шевийон — великий мастер Ордена мартинистов до 1944 года, и по совместительству великий иерофант египетского эзотерического масонского устава Мемфис-Мицраим, в своей статье о Мартинесе де Паскуалли (1935 год) указывает на то, что документально сохранились ритуалы ордена. Однако, он не опубликовал их, сохраняя в тайне эти практики, и у непосвящённой части общества нет возможности ознакомиться с аутентичными обрядами ордена Дома Мартинеса.
Однако, из доступных источников, в том числе из работ позднейших известных авторов, таких как Робер Амбелен, и Жерар ван Рийнбек, а также из некоторых опубликованных в XIX веке Папюсом материалов (включающих катехизисы некоторых степеней Ордена избранных коэнов), можно составить некоторое представление об ритуалах и сути этих ритуалов, которые составляли практику ордена. Таким образом, опираясь на труды указанных авторов, можно заключить, что каждая посвятительная степень Ордена должна была отражать ключевые моменты духовной эволюции человека, — исхождение (эманацию) праотца в божественном пространстве, изначальное предназначение человека, данное Богом, грехопадение и последующее за ним низвержение Адама в материальный мир, его восхождение в небесные сферы, и реинтеграцию, включавшую окончательное примирение с Богом и восстановление человека в «первоначальных качествах и силах — божественных и духовных».
Очевидно, в разное время, Орден избранных коэнов состоял из девяти, десяти, и одиннадцати градусов. Кроме того, исходя из открытых документов, он образовывал три основных корпуса (класса), по которым распределялись составляющие инициатическую иерархию градусы. Три основных корпуса (класса) предшествовали четвёртому корпусу (классу), в коем и заключалась последняя, высшая и тайная степень «R+».
Каждый корпус ордена соответствует букве неизреченного имени Бога — Tetragrammaton — (ивр.  י (йод) ה (хей) ו (вав) ה (хей): יהוה‎). Если сложить порядковые числа нумерации корпусов 1+2+3+4, то получится 10, — божественная декада по учению избранных коэнов Дома Мартинеса. Судя по всему, в ордене изначально было всего десять степеней, и распределялись они так: четыре в первом корпусе, три во втором, две в третьем, и одна в четвёртом — 4+3+2+1. Та же пифагорейско-теософская формула декады, только в обратном, возвращающемся к своим истокам порядке. Таковое устроение было призвано подчеркнуть доктрину реинтеграции, то есть возвращения к Богу, и первоначальному духовному и божественному состоянию человека.
- Первый корпус складывается из трёх степеней символического масонства, к которым добавляется четвёртая степень «великого избранника»:

1. Ученик,
2. Подмастерье,
3. Мастер,
4. Великий избранник

Дополнительная по отношению к трем градусам символического масонства степень «великого избранника», также имела другое название: «Совершенный мастер избранник». Другие названия этой степени, упоминающиеся в письмах Дома Мартинеса: «великий избранный в чёрной повязке», и «частный мастер».
- Второй корпус включает в себя степени «притвора храма», а именно:

1. Ученик-Коэн, или «отмеченный силой»,
2. Подмастерье-Коэн, или «дважды отмеченный силой»,
3. Мастер-Коэн, или «трижды отмеченный силой»; эта степень также именовалась иначе, а именно: «шотландский мастер».

Как и первые четыре степени, они явно сильно связаны с масонством, но уже имеют эзотерические коннотации, указывающие на существование оккультного учения в Ордене.
- Третий корпус содержит в себе степени храма:

1. Великий мастер избранный коэн, или — великий магистр избранный коэн; также, встречается наименование — «Великий Архитектор».
2. Великий избранник Зоровавеля, или рыцарь востока; также, встречается наименование — «командор востока».

Эти степени основаны на полном постижении учения Ордена, изложенного в «Трактате о реинтеграции существ». Сам по себе Трактат являет собой комментарии к пятикнижию Моисея выполненные именно с позиции христианского мистицизма и теургии, в том числе и оперативной. Дом Мартинес для написания комментариев прибегает к розенкрейцерскому символизму, использует гематрию и другие каббалистические методы, активно задействует пифагорейский числовой мистицизм, и элементы неоплатонической философии. Основу деятельности ордена, согласно учению, излагаемому в трактате, составляет аскеза, специальные посты, обряды экзорцизма, и действа, направленные против зла в человеке, общности, и вселенной. Для «избранного коэна» являлось необходимым условием — чтение семи покаянных псалмов Давида в каждое новолуние, возношение особой службы святому духу по средам каждой недели, ежедневное повторение молитвы мытаря лицом к востоку, и молитвы «Из глубины воззвах» с лицом, обращённым от земли к небу. Чем выше посвящённый поднимался по лестнице степеней Ордена избранных коэнов, тем больше в его духовной и мистической практике появлялось обязательных молитв, постов, и наставлений к смирению. Современники Дома Мартинеса свидетельствуют, что жизнь «избранного коэна» была исполнена самоотречения. Аббат Фурнье пишет, что ежедневные наставления Мартинеса де Паскуалли к «избранным коэнам» были:
Устремлять себя непрерывно к Господу, обогащаться в своих добродетелях, и трудиться во общее благо.
Далее, в своих записях аббат Фурнье заключает, что все наставления Дома Мартинеса «соответствовали в точности тому, что явлено в Христовом Евангелии». Другой ученик Дома Мартинеса, член Ордена избранных коэнов, Дюруа Д’Отерив, пишет, что духовное делание Избранных Коэнов состояло
 — в постоянном усмирении злой мысли, молитве, и евангельских добродетелях, которые суть единственные средства приблизиться к раскрытию всех истин…
- Завершает видимую архитектуру Ордена избранных коэнов четвёртый корпус — содержащий всего один, последний, невидимый, или, иначе — тайный градус «R+» (Reaux-Croix), то есть «розоватого креста», по другому — «румяного креста». Название связано с тем, что согласно учению избранных коэнов, а также, следуя написанному в Библии, в Книге Бытия, — сам праотец Адам был румяным: ивр. אָדָם‎, Адам; однокоренное со словами ивр. אדמה‎, земля и אדום, красный, что истолковывалось Домом Мартинесом как «румяный», или «розоватый». Этот градус являлся полностью теургическим, посвящённый в него вступал в общение с духовными существами посредством «магии света» и «теургии». Подробности так называемой «Высшей Тайны» передававшейся на этой степени неизвестны, однако существуют свидетельства, из которых следует, что данная степень «связана с видением исправителя, Господа Нашего Иисуса Христа», как называл его Дом Мартинес.

В оперативную задачу Ордена избранных коэнов входит осуществление посвящённым коэном вначале духовного, а затем и материального контакта с одним из великих ангелов, которые исходят от «имени из семидесяти двух письмен» (семьдесят два имени Господа, в иудейской традиции «Шемхамфораш»). Контакт с этими ангельскими силами был необходим для того, чтобы следовать по пути примирения и реинтеграции, так как для следования этому пути, кое в учении избранных коэнов считается «истинным предназначением человека» следует пойти путём внутреннего мистического самосовершенствования, а также нужно воспользоваться теургическими операциями. Через эти самые операции ученик должен вступить в отношения с Ангельскими сущностями, которые в теургических операциях представляют собой «посредников», чьи функции схожи с функцией ангелов-хранителей, и, во многом, их описания близки к тем, которые давались гению Сократа. Чаще всего, благие ангелы являются в характерных для них обликах или иероглифических символах (специальных печатях) свойственных тому небесному чину духов, которых призывал посвящённый. Такие проявления являются верным доказательством того, что он стоит на верном пути реинтеграции. Привлекать верных Господу благих ангелов следует исполнением внешнего культа, который, собственно, и является теургией.
Кроме этого, непосредственными задачами теургии является:
1. Поддержание посвящённого «избранного-коэна» содействием и благословением небесных сил, Ангелов, и благих духов,
2. Осуждение и изгнание злых духов, или демонов, которые постоянно мешают человеку в исполнении его предназначения,
3. Приближение человека к богообщению, и непосредственное достижение этого богообщения, или «гнозиса», путём постоянной теургической молитвы, смирения, и евангельской добродетели.

Однако, для вызова добрых духов, и для изгнания злых демонов, согласно учению Дома Мартинеса, впрочем, в этом моменте не идущим вразрез с любыми спиритуалистическими и магическими теориями, необходимо знать их имена и «печати» — то есть, «тайные знаки», выражающие сущность духа, которому принадлежит печать, или, скорей, который сам принадлежит печати. Поэтому, кроме «высшей тайны», Дом Мартинес также передавал посвящаемым в степень «R+» перечень, содержащий имена и тайные иероглифы 2400 духов, сопровождая сей акт различными советами о благоприятных периодах для теургических действ, коими являются равноденствия и лунные фазы.
Следует отметить, что сам Дом Мартинес не считал оперативную теургию единственным путём к Богу, и к достижению реинтеграции и примирения. Так, после одной из церемоний, длившейся целый день, которую проводили вдвоем Дом Мартинес и Луи Клод де Сен-Мартен, Сен-Мартен, тяготившийся множеством культовой и обрядной практики, спросил: «Неужели все это необходимо для достижения Бога?», на что Дом Мартинес ответил: «Нет, но мы должны довольствоваться тем, что мы имеем».